# Pruritus ani
Pruritus ani eller anusit, är latinsk benämning på analklåda som är symptom på en bakomliggande orsak eller sjukdom. Kortvarig klåda kan bland annat bero på dålig hygien, lös avföring eller svett. Överdriven hygien med för mycket tvättning, torkning och gnidning kan också vara orsaken. Den irriterade huden utsätts lätt för bakterie- och svampangrepp och börjar därför att klia. Men om man kliar sig irriteras huden ytterligare och klådan förvärras. Långvarig klåda kräver utredning av en läkare (specialist: proktolog), då det kan vara frågan om bland annat masksjukdomar, hudsjukdomar, inflammatoriska tarmsjukdomar, hemorroider, diabetes.